# Antanartia delius
Antanartia delius är en fjärilsart som beskrevs av Dru Drury 1782. Antanartia delius ingår i släktet Antanartia och familjen praktfjärilar. Inga underarter finns listade i Catalogue of Life.